# KFC Moen
KFC Moen is een Belgische voetbalclub uit Moen, deelgemeente van Zwevegem. De club is aangesloten bij de KBVB met stamnummer 6119 en heeft geel-zwart als kleuren. Excelsior Zedelgem werd opgericht in 1958.
In voorjaar 2025 besliste de club van volgend seizoen niet meer aan te treden in Eerste Provinciale en van het daaropvolgende seizoen 2026/27 een herstart te maken in Vierde Provinciale met lokale spelers.

## Resultaten
| Seizoen | Klasse | Klasse | Klasse | Klasse | Klasse | Klasse | Klasse | Klasse | Klasse | Reeks                                                    | Punten                                                   | Opmerkingen                                              |
|         | 1A     | 1B     | 1Am    | 2Am    | 3Am    | P.I    | P.II   | P.III  | P.IV   | Vanaf 2016-17 zijn er 3 nationale en 2 regionale niveaus | Vanaf 2016-17 zijn er 3 nationale en 2 regionale niveaus | Vanaf 2016-17 zijn er 3 nationale en 2 regionale niveaus |
| ------- | ------ | ------ | ------ | ------ | ------ | ------ | ------ | ------ | ------ | -------------------------------------------------------- | -------------------------------------------------------- | -------------------------------------------------------- |
| 2016/17 |        |        |        |        |        |        | 3      |        |        | Tweede prov. W.-Vl. B                                    | 51                                                       |                                                          |
| 2017/18 |        |        |        |        |        |        | 12     |        |        | Tweede prov. W.-Vl. B                                    | 35                                                       |                                                          |
| 2018/19 |        |        |        |        |        |        | 10     |        |        | Tweede prov. W.-Vl. B                                    | 39                                                       |                                                          |
| 2019/20 |        |        |        |        |        |        | 6      |        |        | Tweede prov. W.-Vl. B                                    | 39                                                       |                                                          |
| 2020/21 |        |        |        |        |        |        | -      |        |        | Tweede prov. W.-Vl. B                                    | -                                                        | Geschrapt wegens de Coronacrisis.                        |
| 2021/22 |        |        |        |        |        |        | 3      |        |        | Tweede prov. W.-Vl. B                                    | 61                                                       | Promotie via eindronde                                   |
| 2022/23 |        |        |        |        |        | 9      |        |        |        | Eerste prov. W.-Vl.                                      | 36                                                       |                                                          |
| 2023/24 |        |        |        |        |        | 13     |        |        |        | Eerste prov. W.-Vl.                                      | 29                                                       |                                                          |
| 2024/25 |        |        |        |        |        | 9      |        |        |        | Eerste prov. W.-Vl.                                      | 34                                                       |                                                          |
| 2025/26 |        |        |        |        |        |        |        |        |        | Geen ploeg in competitie                                 |                                                          |                                                          |